# Rugstreep-oprolkreeft
De rugstreep-oprolkreeft (Galathea intermedia) is een tienpotigensoort uit de familie van de Galatheidae. De wetenschappelijke naam van de soort werd in 1851 voor het eerst geldig gepubliceerd door Liljeborg. Deze soort wordt gevonden in de noordoostelijke Atlantische Oceaan, zo ver noordelijk als Troms in Noorwegen tot Dakar in het zuiden, alsmede in de Middellandse Zee.

## Beschrijving
De rugstreep-oprolkreeft is de kleinste soort van oprolkreeften in de Noordzee, met een lengte van slechts 18 mm en een schaallengte van 8,5 mm. Het gehele lichaam is zalmroze tot roodachtig, met een beige streep langs de rug. De ledematen zijn semi-transparant, en het dier heeft verschillende "neonblauwe" vlekken op de voorkant van het lichaam die kunnen dienen voor soortherkenning. Het basale gewricht van de eerste antenne draagt twee grote stekels in plaats van de gebruikelijke drie. Het rostrum aan de voorkant van het schild is smal met vier stekels aan weerszijden. De voorste looppoten zijn even lang en het lichaam (schild) en de schaarpoten zijn van vergelijkbare grootte.